# Nishisonogi (Nagasaki)
Nishisonogi (西彼杵郡 Nishisonogi-gun?) es un distrito localizado en la prefectura de Nagasaki, Japón.

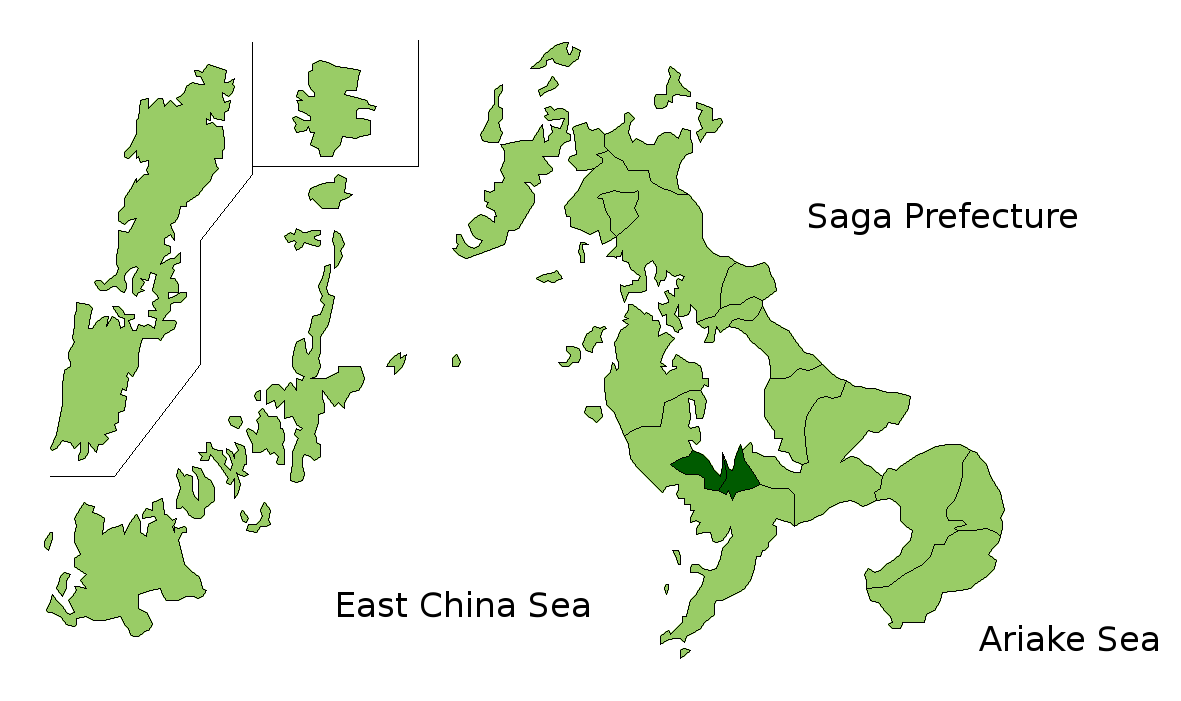
La ubicación del distrito de Nishisonogi en la prefectura de Nagasaki.

El 1 de enero de 2009, el distrito contaba con una población estimada de 72,238 habitantes y con una densidad de población de 1460 personas por km². El área total es de 49.54 km².

## Pueblos
- Nagayo
- Togitsu

## Anexiones
- El 4 de enero de 2005 los pueblos de Iōjima, Kōyagi, Nomozaki, Sanwa, Sotome y Takashima fueron anexados a la ciudad de Nagasaki.
- El 1 de marzo de 2005 el pueblo de Tarami, junto con los pueblos Iimori, Konagai, Moriyama y Takaki, todos del distrito de Kitatakaki, Nagasaki, fueron anexados a la expandida ciudad de Isahaya.
- El 1 de abril de 2005 el antiguo pueblo de Saikai absorbió los pueblos de Ōseto, Ōshima, Sakito y Seihi para formar la nueva ciudad de Saikai.
- El 4 de enero de 2006 el pueblo de Kinkai fue absorbido por la ciudad de Nagasaki.

- Datos: Q1156109